# Migros-Verteilungs-GmbH

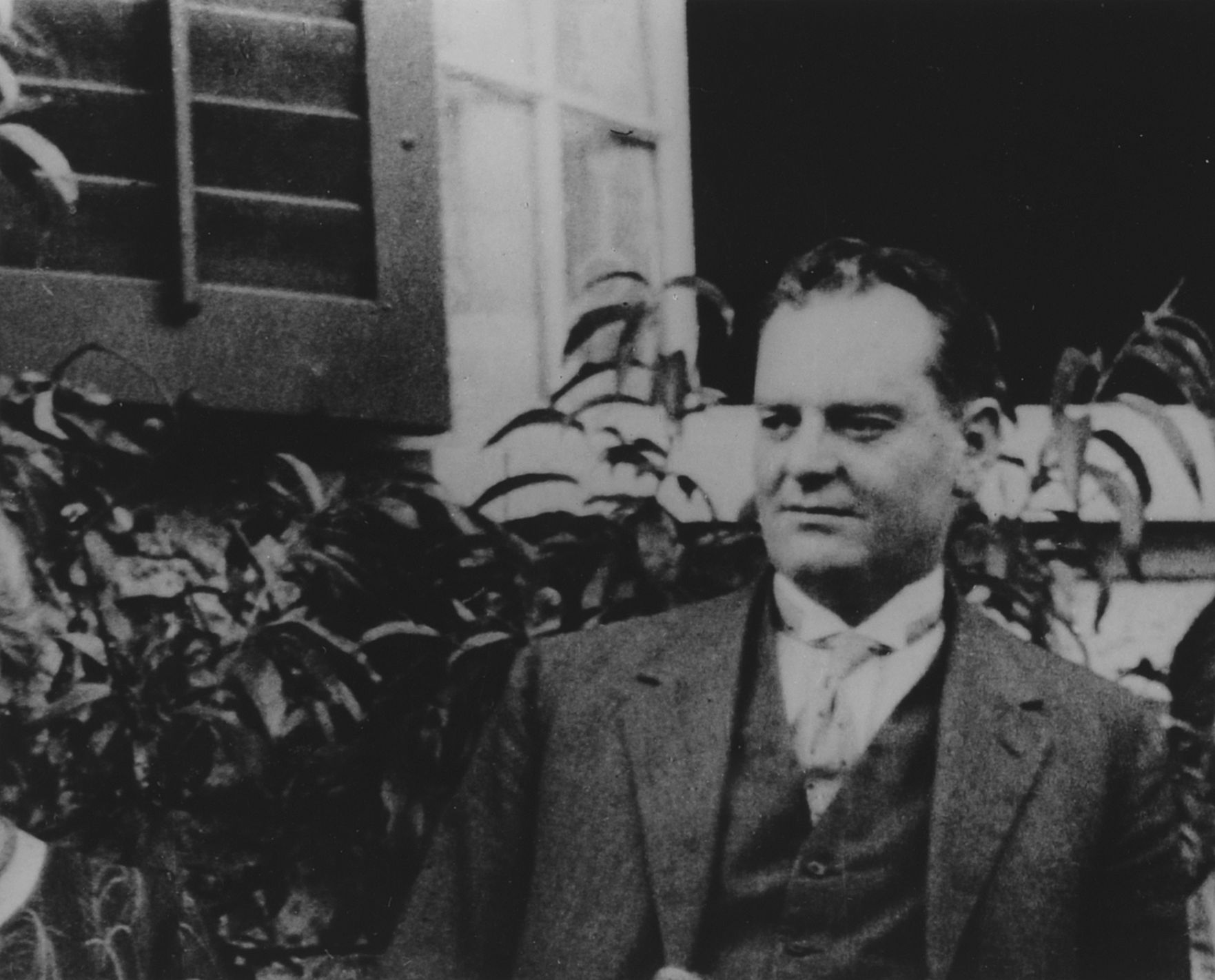
Gottlieb Duttweiler um 1930

Die Migros-Verteilungs-GmbH war eine in den Jahren 1932 bis 1933 bestehende Unternehmensgründung der Schweizer Migros unter ihrem Gründer Gottlieb Duttweiler in Berlin. Ähnlich wie zu Beginn der Geschäftstätigkeit in der Schweiz, wurde ein ambulanter Handel mit Verkaufswagen eingerichtet.

## Geschichte

### Aufbau

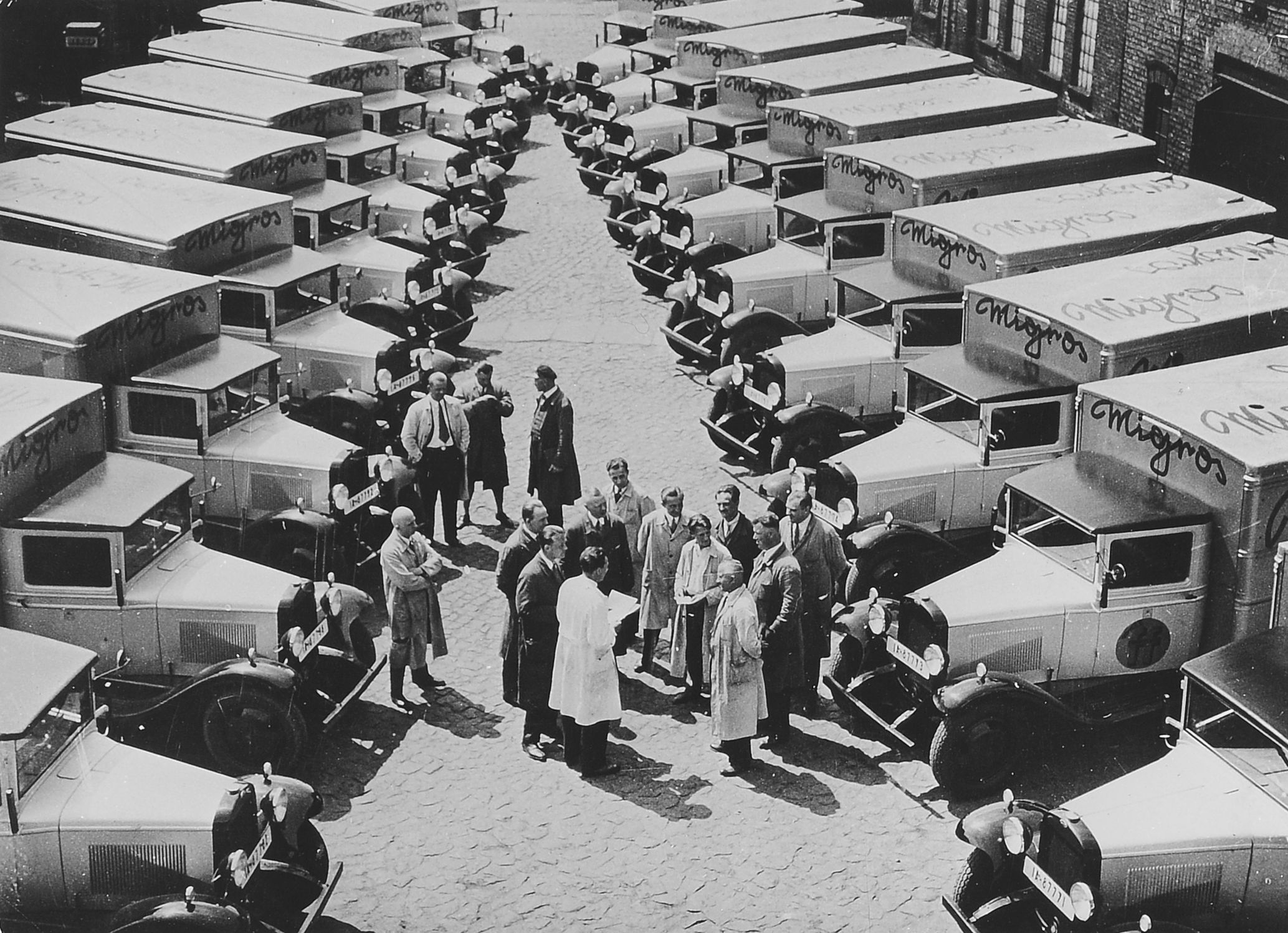
Flotte der Verkaufswagen

Im Januar 1932 entschloss sich der Schweizer Unternehmer Gottlieb Duttweiler seine Geschäftstätigkeiten, die unter dem Namen Migros in der Schweiz bereits beträchtliche Bedeutung erlangt hatten, auch auf Deutschland auszudehnen. Dazu wurde das Einzelhandelsunternehmen Finow Farm in Eberswalde als GmbH umstrukturiert. An der GmbH beteiligt waren neben Duttweiler das niederländische Unternehmen De Gruyter sowie ein Konsortium aus Genf.

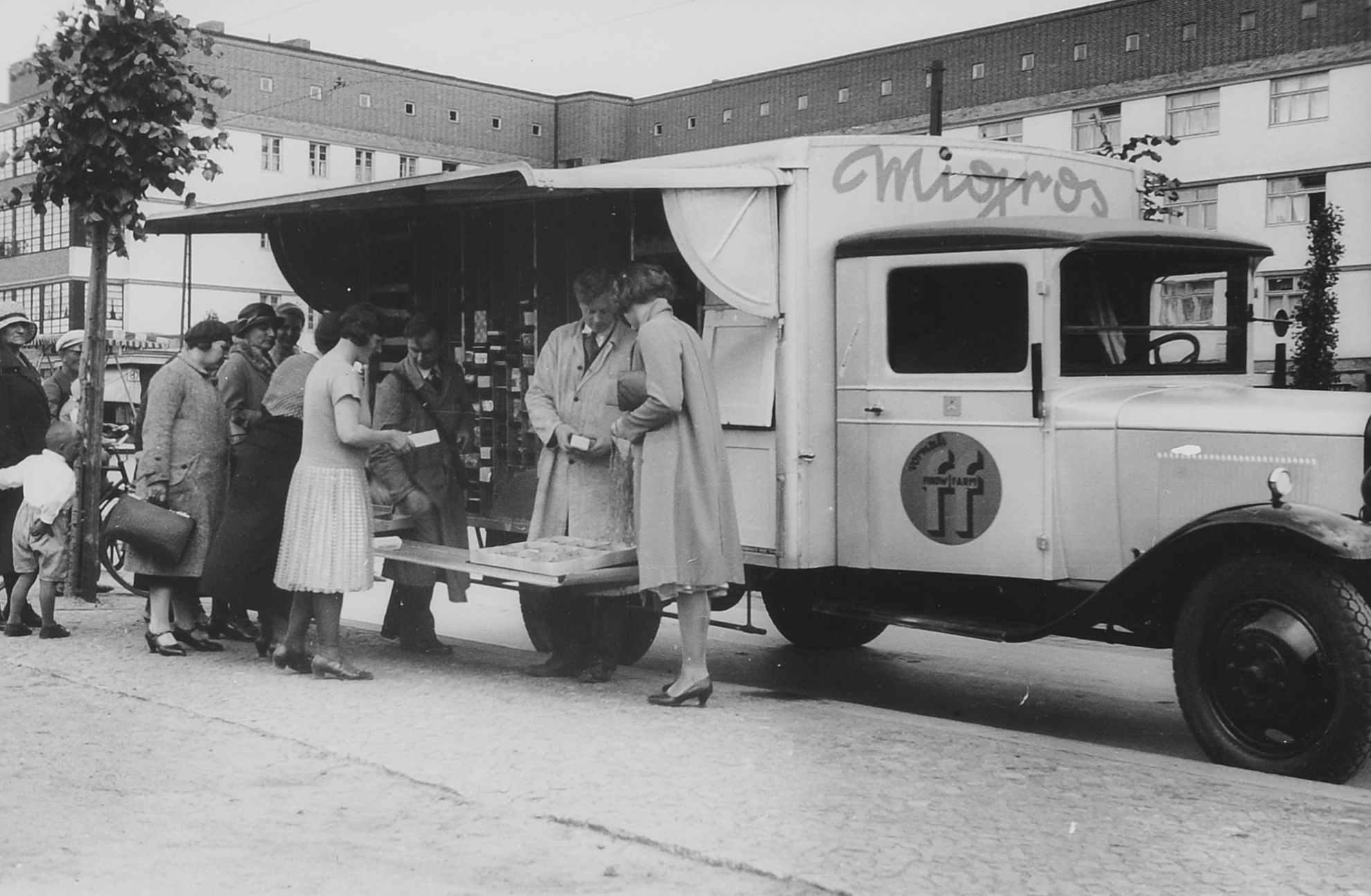
Verkauf am Verkaufswagen

Schon 1930 hatte dieses Unternehmen, ursprünglich eine Tochtergesellschaft der Hirsch Kupfer- und Messingwerke, 20 Verkaufswagen angeschafft, um ein der Migros ähnliches System aufzubauen. Es ersuchte Duttweilers Rat, um die eigene Position verbessern zu können. Als die Finow Farm im Januar 1932 in Schwierigkeiten kam, übernahm Duttweiler das Unternehmen kurzerhand. Dabei wurde durch eine Vereinbarung zwischen der Migros AG und Duttweiler festgelegt, dass dieser zwar unter dem Namen Migros handeln konnte, aber die Schweizer Migros keinerlei finanzielle Verpflichtungen übernahm. Von einem modern eingerichteten Warenverteilzentrum in Berlin-Reinickendorf aus bedienten 76 Verkaufswagen mehr als 2000 Haltestellen in ganz Berlin. Außerdem wurden zwei stationäre Ladengeschäfte eingerichtet. Im Verteilzentrum Reinickendorf wurden die ankommenden Rohwaren verarbeitet, verpackt und gelagert.

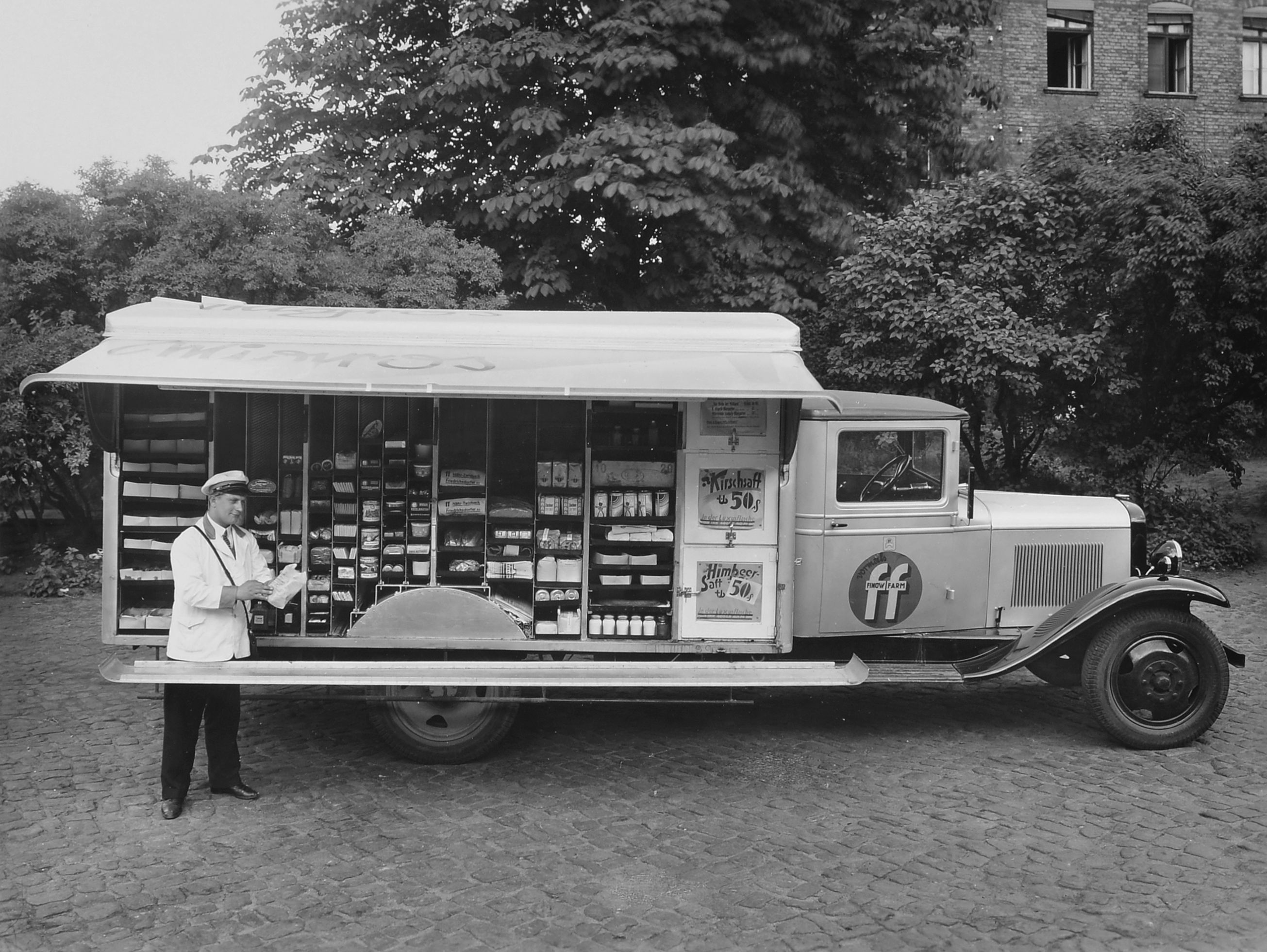
Das Angebot

In sehr auffälliger Weise führte das Unternehmen PR-Aktionen durch und betrieb Werbung durch Zeitungsanzeigen und Handzettel. Duttweiler trat auch in der deutschen Öffentlichkeit auf und gerierte sich dabei als Konsumentenschützer. Er griff dabei die Hersteller von Markenartikeln sowie die Handelskonkurrenz deutlich an. Erstmals konnte das Unternehmen mit dem Umsatz des Monats Februar 1933 Kostendeckung erreichen.

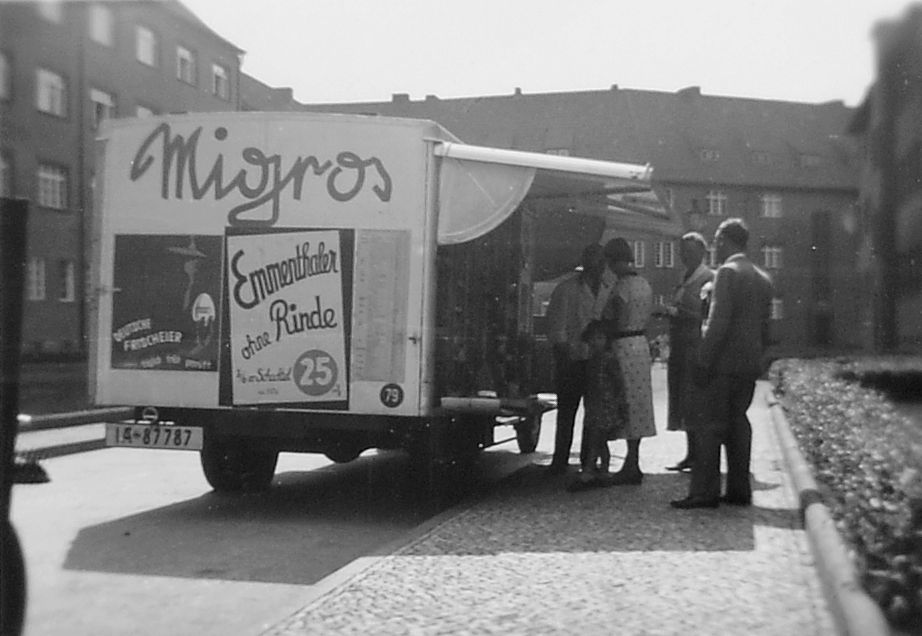
Berliner Migros-Kunden

### Probleme mit der Konkurrenz
Seit dem Beginn des Auftreten der Migros im Berliner Raum kam es zu erbittertem Widerstand des traditionellen Einzelhandels und der Markenartikelhersteller. Bei den Einzelhändlern herrschten zu dieser Zeit größtenteils schwierige Verhältnisse, die daraus resultierten, dass es einerseits eine zu große Ladendichte gab und bei relativ geringen Umsätzen eine hohe Personaldichte herrschte, andererseits oftmals auch keine ausreichenden warenkundlichen und buchhalterischen Kenntnisse bei den Kleinhändlern vorhanden waren. Die Markenartikelhersteller wiederum hatten mit der Migros das Problem, dass diese, durch die Bereitstellung von Eigenmarken, deren hohe Gewinnspannen zunichtezumachen drohte. Die Konkurrenten versuchten, modernere Handelswege, wie die der Migros, zu torpedieren, indem sie eine intensive verbandspolitische Lobbyarbeit betrieben. Dabei wurde eine Tendenz zum wirtschaftspolitischen Protektionismus deutlich, die mit einem verstärkten Konservativismus und auch Antisemitismus einherging. Im Zuge dieser Kampagnen kam es auch zu Verleumdungen, Lieferboykotten und verbalen wie körperlichen Angriffen auf die Mitarbeiter der Migros.

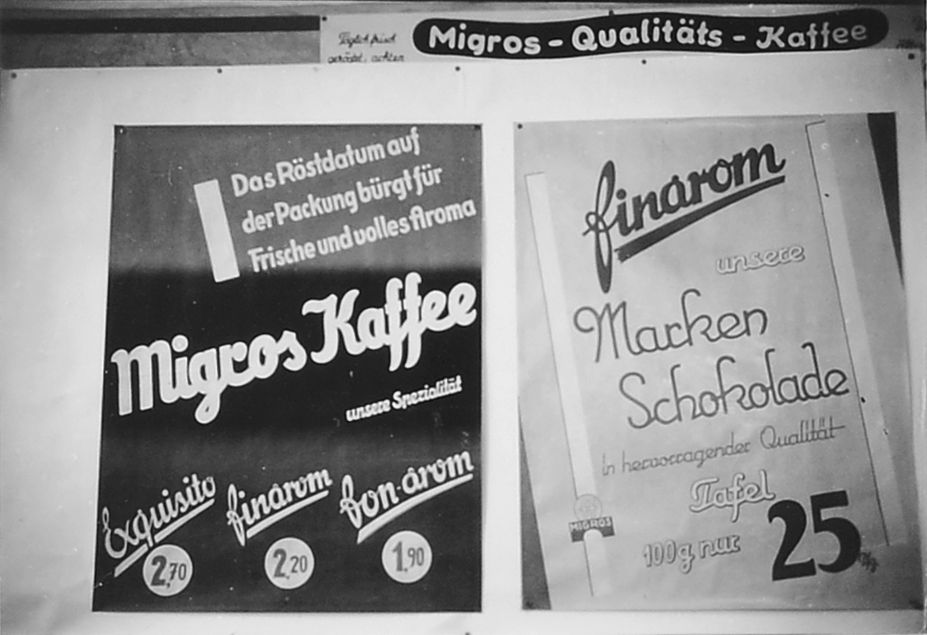
Migros-Werbung in Berlin

Diese Entwicklung kannten Duttweiler und seine leitenden Mitarbeiter bereits aus der Schweiz. Allerdings war die Situation in Deutschland insoweit eine andere, dass Migros sich hier dem Vorwurf ausgesetzt sah, ein „ausländisches“ bzw. „undeutsches“ Unternehmen zu sein. Außerdem machten in den Jahren 1932 und 1933 eine Reihe führender Vertreter des traditionellen Einzelhandels im Zuge des Aufstiegs des Nationalsozialismus beträchtlich Karriere und gewannen dabei deutlich an Einfluss. In der zweiten Jahreshälfte 1932 gelang es Duttweiler und seinem Schweizer Geschäftsleiter Emil Rentsch noch, sich durch eine intensive PR-Arbeit gegen diese Anfeindungen zu verteidigen.

### Politische Bedrängnis
Nach der Machtergreifung am 30. Januar 1933 begann Hitler, beim kleinbürgerlichen gewerbetreibenden Mittelstand verstärkt für seine Zwecke zu werben, indem er versprach, den Mittelstand vor „Juden und Plutokraten“ schützen zu wollen. Maßgeblich unterstützt wurde dieser Kurs vom Nationalsozialistischen Kampfbund für den gewerblichen Mittelstand. In der Folge überzogen die Behörden Duttweiler und sein Unternehmen mit bürokratischen Schikanen. Im weiteren Verlauf kam es auch vermehrt zu Belästigungen von an den Haltestellen der Verkaufswagen wartenden Migros-Kundschaft u. a. durch Mitglieder des Kampfbundes. Im Rahmen der sogenannten Judenboykotte kam es im März und April 1933 auch zu Boykottmaßnahmen gegen Migros. Um diesen Boykotten zu entgehen, versuchten Rentsch und die Migrosgesellschafter sogar, sich durch die Vorlage von Ariernachweisen, die sie sich in der Schweiz ausstellen ließen, in ein besseres Licht zu setzen. Trotzdem intensivierten die Kampfbund-Mitglieder ihre Übergriffe.

### Liquidation
Die offizielle NSDAP strich die Migros zwar von der Boykottliste, zeigte sich ansonsten aber gegenüber der Obstruktion, an der neben dem Kampfbund auch verschiedene Bezirksverwaltungen und gleichgeschaltete Lokalzeitungen beteiligt waren, indifferent. Sie ließ die Radauboykotte und lokalen Amtshandlungen gewähren, solange dies dem Ziel der Machtkonsolidierung diente. Erst als das militante Vorgehen weitere Parteiziele wie Arbeitsbeschaffung oder Wirtschaftsaufbau empfindlich zu stören begann, schritt die Partei ein, was der Migros aber nichts nutzte. Unter dem Druck einer Vielfalt von Schikanen und Angriffen beschlossen die Gesellschafter im Herbst 1933, den Geschäftsbetrieb einzustellen und das Unternehmen zu liquidieren. Die rechtliche Liquidation zog sich dann noch bis zum Jahr 1937 hin. Dabei kam es zu deutlichen finanziellen Verlusten der Gesellschafter, die jedoch – aufgrund der obengenannten Vereinbarung zwischen der Migros AG und Duttweiler – das Schweizer Unternehmen nicht betrafen.